# Rugby Club I Cavalieri 2013-2014

## Eccellenza 2013-14

### Stagione regolare
| Incontro                    | Andata | Ritorno |
| --------------------------- | ------ | ------- |
| I Cavalieri — Petrarca      | 22-11  | 35-3    |
| San Donà — I Cavalieri      | 31-15  | 3-12    |
| I Cavalieri — Fiamme Oro    | 21-3   | 16-27   |
| Capitolina — I Cavalieri    | 3-38   | 15-71   |
| Mogliano — I Cavalieri      | 19-27  | 10-16   |
| I Cavalieri — Calvisano     | 16-19  | 7-52    |
| Rovigo — I Cavalieri        | 40-17  | 23-19   |
| I Cavalieri — S.S. Lazio    | 27-15  | 17-34   |
| I Cavalieri — Viadana       | 22-14  | 14-44   |
| Reggio Emilia — I Cavalieri | 33-3   | 24-30   |

#### Risultati della stagione regolare
| Posizione | G  | V  | N | P | PF  | PS  | DP  | B | Pt |
| --------- | -- | -- | - | - | --- | --- | --- | - | -- |
| 6ª        | 20 | 11 | 0 | 9 | 465 | 420 | +45 | 7 | 51 |

## European Challenge Cup 2013-14

### Prima fase

#### Girone 5
| Incontro                     | Andata | Ritorno |
| ---------------------------- | ------ | ------- |
| London Irish — I Cavalieri   | 60-11  | 49-0    |
| I Cavalieri — Stade français | 16-17  | 3-31    |
| I Cavalieri — Lusitanos XV   | 40-22  | 30-19   |

#### Risultati del girone 5
| Posizione | G | V | N | P | PF  | PS  | DP  | B | Pt |
| --------- | - | - | - | - | --- | --- | --- | - | -- |
| 3ª        | 6 | 2 | 0 | 4 | 100 | 198 | -98 | 3 | 11 |